# Geographica
Ovo je članak o enciklopediji. Za rock album iz 2000. vidi Geographica (album). Za časopis na francuskom jeziku vidi Géographica.
Geographica ili Geografija (starogrčki Γεωγραφικά, Geōgraphiká), enciklopedija geografskog znanja u 17 svezaka koju je na grčkom napisao Strabon, obrazovani građanin Rimskog Carstva grčko-gruzijskog podrijetla. Započeo je raditi na njoj ne prije 20. pr. Kr. Prvo izdanje objavljeno je 7. pr. Kr. nakon čega je uslijedio prekid, a nastavak rada i konačno izdanje objavljeni su najkasnije 23. po. Kr. u posljednjoj godini Strabonova života. Strabon je vjerojatno radio na svojoj Geografiji zanemarujući istovremeno Historiju, pa stoga Geografija sadrži značajnu količinu povijesnih podataka. S izuzetkom dijelova Knjige 7 dospjela je do nas u čitavom obliku.

## Naziv
Strabon govori o svojoj Geografiji unutar nje same koristeći nekoliko naziva:
Strabo refers to his Geography within it by several names:
- geōgraphia, "opisivanje zemlje"[2]
- chōrographia, "opisivanje kopna"
- periēgēsis, "obris, skica"[3]
- periodos gēs, "krug zemlje"[4]
- periodeia tēs chōrās, "krug kopna"[5]

Izuzevši "obris", dvije se riječi pojavljuju, "zemlja" i "kopno". Strabon, koji je bio kakav-takav teoretičar, objašnjava ono što misli pod geografijom i horografijom sljedećim riječima:
Upravo je more više od svega ono što definira konture kopna (geōgraphei) te mu daje njegov oblik formirajući zaljeve, duboka mora, prolaze i na isti način prevlake, poluotoke i rtove; no morima u tome asistiraju i rijeke i planine. Upravo kroz takva prirodna obilježja dobivamo jasnu koncepciju kontinenata, nacija, povoljnih pozicija gradova i svih ostalih raznolikih detalja kojima su naše geografske karte (chorographikos pinax) ispunjene.
Iz ovog opisa jasno je da pod geografijom Strabon misli antičku fizičku geografiju, a pod horografijom političku geografiju. Obje su kombinirane u njegovu djelu što skupa daje "krug zemaljski" koji detaljno prikazuje fizička i politička obilježja. Strabon često koristi pridjev geōgraphika s referencijom na tuđa djela i na geografiju općenito, ali ne i na svoje vlastito djelo. U srednjem vijeku taj je naziv postao standardno ime koje se koristilo za njegovo djelo.

## Vrijeme nastanka
Vrijeme u kojem je Geographica nastajala velika je tema, možda zbog toga što je Strabon radio na njoj istovremeno kad i na svojoj Historiji tijekom većine svog odraslog života. Mnogo je putovao, nesumnjivo prikupljajući bilješke, te je napravio opsežna putovanja u Rim i Aleksandriju gdje je sigurno proveo određeno vrijeme u slavnoj knjižnici uzimajući bilješke iz svojih izvora.
Strabon je posjetio Rim 44. pr. Kr. u dobi od 19 ili 20 godina očigledno u svrhu edukacije. Studirao je kod raznih osoba, uključujući Tiraniona, zarobljenog obrazovanog grčkog i privatnog tutora, koji je poučavao Ciceronova dva sina. Sterrett kaže:
Tiranion je također bio istaknuti geograf, pa je vjerojatno uputio Strabona na putove geografskog istraživanja.
Ako se pretpostavi da je Strabon steknuo motivaciju za pisanje geografije tijekom svoje edukacije, onda se ona morala dovršiti do vremena njegova sljedeća posjeta Rimu 35. pr. Kr. u dobi od 29 godina. Strabon je možda prikupljao bilješke i prije toga, no najraniji pokazatelj toga bio je njegov opsežan posjet Aleksandriji 25. – 20. pr. Kr. a na kraju tog posjeta bio je star 44 godina. Njegovi "brojni izvatci" iz "djela njegovih prethodnika" najvjerojatnije su zabilježeni upravo u tamošnjoj knjižnici. Jesu li njegove hipotetske bilješke pronašle svoj put u njegovoj historiji, a zatim i u njegovoj geografiji ili su jednostavno prikupljene usput ostaje nepoznato.
Većina događaja u Augustovu životu, koje spominje Strabon, zbila se između 31. – 7. pr. Kr. s prekidom od 6. pr. Kr. - 14. po. Kr. što se može interpretirati kao interval nakon njegove prve publikacije u 7. godini pr. Kr. Zatim u 19. godini po. Kr. specifična referencija spominje datum posjeta: on spominje kako su Karni i Norici bili u miru otkad su "zaustavljeni … u svojim pobunjeničkim provalama …" što je učinio Druz 33 godina prije, što je odgovaralo 15. pr. Kr. pa je posjet datiran na 19. po. Kr. Posljednji spomenuti događaj bila je smrt Jube ne kasnije od 23. po. Kr. kada je Strabon bio u 80-ima. Ti se događaji mogu interpretirati kao drugo izdanje osim ako nije sačuvao sve svoje bilješke i napisao knjigu u potpunosti u dobi od 80 godina.

## Kompozicija
Strabon je sam za sebe najbolji izlagatelj vlastitih principa kompozicije:
Ukratko ova moja knjiga trebala bi biti … korisna jednako državniku kao i široj javnosti - kao što je bilo moje djelo o Historiji. … I tako, nakon što sam napisao svoje Povijesne skice … odlučio sam napisati također traktat o sadašnjosti; jer ovo je djelo zasnovano na istom planu, te adresirano na istu klasu čitatelja, a posebice na ljude uzvišenih stanja u životu. … u ovom djelu također moram ostaviti nedirnutim ono što je beznačajno i neprimjetno, te posvetiti moju pažnju onome što je plemenito i veliko, te onome što sadrži posebice korisno, ili pamtljivo, ili zabavno. … Zbog toga, također, djelo je kolosalno po tome što se bavi činjenicama samo o velikim stvarima, i cijelostima ….

## Djelo
Slijedi skica enciklopedije s poveznicama na odgovarajuće wikipedijine članke.

### Knjiga I – definicija i povijest geografije
Stranice C1 do C67, Loebov Svezak I stranice 3-249.

#### Poglavlje 1 – opis geografije i ove enciklopedije
| Knjiga | Dio   | Opis |
| ------ | ----- | --- |
| I.1    | 1     | Geografija je grana filozofije. |
| I.1    | 2     | Homer je osnivač geografije. |
| I.1    | 3     | Ocean. |
| I.1    | 4     | Elizijske poljane. |
| I.1    | 5     | Otoci blaženih. |
| I.1    | 6     | Etiopljani, Definicija Arktičkog kruga |
| I.1    | 7-9   | Mijene Oceana. Zemlja je otok. |
| I.1    | 10    | Mediteran, zemlja Kimerijaca, Ister. |
| I.1    | 11    | Anaksimandar i Hekatej. |
| I.1    | 12    | Hiparh i klime. |
| I.1    | 13    | Antipodi. |
| I.1    | 14-19 | Ekumena. Geografija zahtijeva enciklopedijsko znanje celestijalnih, terestričkih i maritimnih obilježja jednako kao prirodna povijest i matematika i od strateškog je interesa. |
| I.1    | 20    | Zemlja je sfera s površinom zakrivljenom zbog djelovanja zakona gravitacije prema kojem sva tijela teže centru.                                                                 |
| I.1    | 21    | Znanje geometrije potrebno je za razumijevanje geografije. |
| I.1    | 22-23 | Svrha i plan enciklopedije. |

#### Poglavlje 2 – doprinositelji geografiji
| Knjiga | Dio  | Opis |
| ------ | ---- | --- |
| I.2    | 1    | Doprinosi Rimljana i Partana geografiji                                                                               |
| I.2    | 2–3  | Kritika Eratostena |
| I.2    | 4–40 | Kritika Homerove geografije i geografije drugih pjesnika, te pogleda različitih pisaca na nju, posebice Eratostenova. |

#### Poglavlje 3 – fizička geografija
| Knjiga | Dio   | Opis                                           |
| ------ | ----- | ---------------------------------------------- |
| I.3    | 1-2   | Kritika Eratostenovih izvora: Damast, Euhemer. |
| I.3    | 3     | Kritika Eratostenove geologije, oblika Zemlje. |
| I.3    | 4-7   | Fosili, formiranje mora.                       |
| I.3    | 8-9   | Stvaranje silta.                               |
| I.3    | 10    | Vulkanska akcija.                              |
| I.3    | 11-12 | Struje.                                        |
| I.3    | 13-15 | Više o formiranju mora.                        |
| I.3    | 16-20 | Stvaranje otoka, potresi                       |
| I.3    | 21    | Migracije ljudi.                               |
| I.3    | 22-23 | Hiperborejci, Hipernotijci                     |

#### Poglavlje 4 – politička geografija
| Knjiga | Dio | Opis |
| ------ | --- | --- |
| I.4    | 1   | Nebo je sferično u skladu sa Zemljinim sfericitetom.                                                        |
| I.4    | 2-6 | Udaljenosti uzduž geografske širine i geografske dužine do različitih naroda i mjesta.                      |
| I.4    | 7-8 | Tri kontinenta: Europa, Azija, Libija.                                                                      |
| I.4    | 9   | Preporuke Aleksandrove podjele naroda na dobre i zle umjesto tradicionalne grčke podjele na barbare i Grke. |

### Knjiga II – matematika geografije
Stranice C67 do C136, Loebov Svezak I stranice 252-521.

#### Poglavlje 1 – udaljenosti između paralela i meridijana
| Knjiga | Dio   | Opis |
| ------ | ----- | --- |
| II.1   | 1-3   | Govori o Eratostenovu opisu Rakove obratnice koji se temeljio na Patroklu.                                                                                       |
| II.1   | 4-5   | Kritika Hiparhova kriticizma Patrokla, koji se temeljio na Deimahu i Megastenu. Ističe kako je Eratosten koristio izvore iz Aleksandrijske knjižnice.            |
| II.1   | 6-8   | Kritika Patrokla. |
| II.1   | 9     | Fabrikacije geografa o Indiji. |
| II.1   | 10-41 | Izračuni udaljenosti paralela i meridijana koji prolaze kroz različita mjesta naseljenog svijeta prema različitim geografima: Hiparh, Eratosten, Piteja, Deimah. |

#### Poglavlje 2 – pet zona
| Knjiga | Dio | Opis                                                                                            |
| ------ | --- | ----------------------------------------------------------------------------------------------- |
| II.2   | 1   | Uvod u Posejdonijevo djelo Oceani.                                                              |
| II.2   | 2-3 | Kritike Posejdonija koji je kritizirao Parmenida i Aristotela o širinama i lokacijama pet zona. |

#### Poglavlje 3 – distribucija biljaka, životinja, civilizacija
| Knjiga | Dio | Opis |
| ------ | --- | --- |
| II.3   | 1-3 | Kritika Polibijevih šest zona. |
| II.3   | 4   | Opisuje putovanja po Africi: cirkumnavigaciju Eudoksa iz Kizika do Indije, ekspediciju koju je pokrenuo Neho II., te još jednom Magus.                              |
| II.3   | 5   | Avanture i neavanture Eudoksa. Napada vjerodostojnost Piteje, Euhemera, Antifana.                                                                                   |
| II.3   | 6   | Posejdonijeva teorija Atlantide; migraciju Cimbra pripisuje inundaciji.                                                                                             |
| II.3   | 7   | Distribuciju biljaka, životinja i civilizacija pripisuje slučaju (suntuchia) radije nego zonama (što je bila Posejdonijeva teorija).                                |
| II.3   | 8   | Primjer nasumične rasne distribucije: Etiopljani su se nalazili u Aziji (Indiji) i Libiji (Africi). Strabon govori kako njegova škola izbjegava takve uzročne veze. |

#### Poglavlje 4 – kriticizam Polibijevih i Eratostenovih karata
| Knjiga | Dio | Opis                                                                                               |
| ------ | --- | -------------------------------------------------------------------------------------------------- |
| II.4   | 1-2 | Polibijeva kritika Piteje.                                                                         |
| II.4   | 3   | Strabonovi kriticizmi Polibijevih europskih udaljenosti.                                           |
| II.4   | 4   | Strabonovi kriticizmi Polibijeve kritike udaljenosti Eratostena.                                   |
| II.4   | 5-6 | Strabonove korekcije opisa različitih geografa o lokacijama Tanaïsa, Tirasa, Boristena i Hipanisa. |
| II.4   | 7   | Strabon kritizira Polibijevu dužinu naseljenog svijeta.                                            |
| II.4   | 8   | Strabon kritizira Polibijevu i Eratostenovu fizičku podjelu Europe.                                |

#### Poglavlje 5 – Strabon pogled na ekumenu
| Knjiga | Dio   | Opis |
| ------ | ----- | --- |
| II.5   | 1     | Reprezentacija sferične površine kao ravnine zahtijeva od geografa da bude matematičar. |
| II.5   | 2     | Nebeska sfera, gravitacija, Zemljina os i polovi, zvjezdane staze, ekvator, obratnice, arktički krugovi, ekliptika, zodijak. |
| II.5   | 3     | Pet zona, terestrička i celestijalna, hemisfere, ocean. |
| II.5   | 4     | Gnomon, latituda, longituda, opseg Zemlje. |
| II.5   | 5-6   | Naseljeni svijet je otok oblikovan poput krnjeg stošca, u sferičnom četverokutu oblikovanom između ekvatora, arktičkog kruga i velikog kruga koji prolazi kroz polove. Otok je dug 70.000 stadija i širok 30.000 stadija.                                                               |
| II.5   | 7     | Hiparh kaže kako je ekvator dug 252.000 stadija; duljina velikog kruga od ekvatora do pola iznosi 63.000 stadija. |
| II.5   | 8     | Strabon ne vjeruje Piteji da je Thule najsjevernije mjesto na arktičkom krugu. Misli kako nema ništa sjevernije od Ierne. Vjeruje kako su Rimljani omalovažili invaziju Britanije kao beznačajnu.                                                                                       |
| II.5   | 9     | Dužina i širina naseljenog svijeta iznosi 70000 odnosno 30000 stadija. |
| II.5   | 10    | Strabon preporuča prikazivanje Zemlje na globusu čiji promjer neće biti manji od 10 stopa ili na karti čija će najmanja duljina biti 7 stopa. |
| II.5   | 11-12 | Strabon govori kako je osobno putovao iz Armenije u Tireniju te od Euksina mora do granica Etiopije. On i svi ostali geografi dobili su informacije većinom prepričavanjem. Krenuo je uz rijeku Nil sa svojim prijateljem Elijem Galom, prefektom egipatskim, do ruba Etiopije i Siene. |
| II.5   | 13-16 | Poznate granice Zemlje čine Meroe na rijeci Nilu, Ierne, Sveti promontorij iza Heraklovih stupova i istočno od Baktrijane. |
| II.5   | 17-18 | More determinira konture kopna. Četiri najveća unutarnja mora jesu Kaspijsko more, Perzijski zaljev, Crveno more i Sredozemno more. |
| II.5   | 19-25 | Sredozemno more. |
| II.5   | 26    | Kontinenti su Europa, Libija, Azija. Europa razvija izvrsnost kod ljudi i vlasti, te je najviše pridonijela svima. |
| II.5   | 27-33 | Govori o lokacijama zemalja na trima kontinentima. |
| II.5   | 34    | Podjela opsega Zemlje koji iznosi 252000 stadija na 360 dijelova što daje 700 stadija po odsječku. |
| II.5   | 35-43 | Ekvator, tropski krug, arktički krug, geografska širina određena sjenom gnomona i dužinom najduljeg dana. |

### Knjiga III – Iberski poluotok

#### Poglavlje 1
| Knjiga | Dio | Opis |
| ------ | --- | --- |
| III.1  | 1-3 | Ibēria je siromašna, negostoljubiva i brdovita, 6000 stadija N-S, 5000 E-W. Purēnē oros pružaju se u smjeru N-S i odvajaju Ibēriju od Keltikē. |
| III.1  | 4   | Sveti rt je najzapadnija točka naseljenog svijeta. Zemlja smještena uz nj naziva se Cuneus, "klin", prema latinskoj riječi koja označuje njezin oblik. Naseljena je Iberima (Ibēres) preko prolaza od Maurousioija. |
| III.1  | 5   | Strabon ponavlja Posejdonijevu tvrdnju kako je zalazeće Sunce veće na obali zbog učinka leće kroz vodenu paru. On govori kako je Artemidor bio u krivu kad je tvrdio da je Sunce ondje 100 puta veće, te da ga nije mogao vidjeti zato što je rt noću bio tabu. |
| III.1  | 6   | Zapadna Iberija je ograničena rijekom Tagus (sjeverno od Svetog rta) i rijekom Anas na istoku. Regija je naseljena plemenom Keltikoi i s ponešto plemena Lusitanai koje su Rimljani preselili s druge strane Tagusa. U unutrašnjosti se nalaze Karpētanoi (madridska regija), Ōrētanoi (La Mancha i istočna Sierra Morena, te Ouettōnoi (salamankina regija). Plodni jugoistok, Baetica (andaluzijska regija), istočno od rijeke Baetis po kojoj je nazvana, naseljavaju Tourdētanoi ili Tourdouloi, koji poznaju pismo i književnost. Ostali Iberijci imaju alfabete, no nisu isti, jer ne govore svi zajedničkim jezikom (glōttai). |

#### Poglavlje 2
| Knjiga | Dio  | Opis |
| ------ | ---- | ---- |
| III    | 1-15 | ...  |

#### Poglavlje 3
| Knjiga | Dio | Opis |
| ------ | --- | ---- |
| III    | 1-8 | ...  |

#### Poglavlje 4
| Knjiga | Dio  | Opis |
| ------ | ---- | ---- |
| III    | 1-20 | ...  |

#### Poglavlje 5
| Knjiga | Dio | Opis |
| ------ | --- | ---- |
| III    | 1-1 | ...  |

### Knjiga VII – sjeverna, istočna i srednja Europa

#### Poglavlje 1 – Njemačka
| Knjiga | Dio | Opis                                                    |
| ------ | --- | ------------------------------------------------------- |
| VII    | 1   | Pregled zemalja koje će se obrađivati u ostatku teksta. |
| VII    | 2   | Germanski narodi.                                       |
| VII    | 3   | Geografija Germanije, popis germanskih plemena.         |
| VII    | 4   | Rimski konflikti s Germanima.                           |
| VII    | 5   | Hercinijska šuma, rijeka Ister.                         |

#### Poglavlje 2 – Germanija
| Knjiga | Dio | Opis                                            |
| ------ | --- | ----------------------------------------------- |
| VII    | 1   | Ispravci lažnih priča o Cimbrima.               |
| VII    | 2   | Cimbrijski prepadi.                             |
| VII    | 3   | Cimbrijska divinacija.                          |
| VII    | 4   | Nedostatak znanja o područjima izvan Germanije. |

#### Poglavlje 3 – sjeverna crnomorska regija
| Knjiga | Dio   | Opis                                                           |
| ------ | ----- | -------------------------------------------------------------- |
| VII    | 1     | Južna Germanija, mitovi o dalekim regijama.                    |
| VII    | 2     | Mizijci.                                                       |
| VII    | 3     | Mizijska kultura i religija.                                   |
| VII    | 4     | Geti. Različiti pogledi na njihovu kulturu.                    |
| VII    | 5     | Zalmoksis, njegova putovanja i utjecaj na Mizijce.             |
| VII    | 6     | Pogreške u ostalim grčkim zapisima o Miziji.                   |
| VII    | 7-10  | Skiti.                                                         |
| VII    | 11-12 | Geti.                                                          |
| VII    | 13-19 | Dunav, Dačani, Tračani, Peucini, Dnjestar, Dnjepar, Roksolani. |

#### Poglavlje 4
| Knjiga | Dio  | Opis |
| ------ | ---- | ---- |
| VII    | 1-40 | ...  |

#### Poglavlje 5
| Knjiga | Dio  | Opis |
| ------ | ---- | ---- |
| VII    | 1-40 | ...  |

#### Poglavlje 6
| Knjiga | Dio  | Opis |
| ------ | ---- | ---- |
| VII    | 1-40 | ...  |

#### Poglavlje 7
| Knjiga | Dio  | Opis |
| ------ | ---- | ---- |
| VII    | 1-40 | ...  |

### Knjiga XVII – sjeverna Afrika

#### Poglavlje 1
| Knjiga | Dio   | Opis |
| ------ | ----- | --- |
| 17     | 1-2   | Eratosten o Nilu i okolnim narodima. |
| 17     | 3     | Nil u Etiopiji. Organizacija Egipta, nomi, klase, komentari o Labirintu. |
| 17     | 4     | Nil u delti Nila. |
| 17     | 5     | Izvor Nila. Grčki pisci o Nilu. Definicija imena Aegyptus. |
| 17     | 6     | Luka Aleksandrija, otok Pharos. Julije Cezar. Aleksandrovo utemeljenje grada.                                                                                               |
| 17     | 7     | Važnost Aleksandrije. jezero Mareotis. |
| 17     | 8     | Detalji o Aleksandriji. Ptolemej I. Soter krade Aleksandrovo tijelo. Perdika je zaklan. Roksana odlazi u Makedoniju.                                                        |
| 17     | 9     | Aleksandrijski svjetionik. Ostali hramovi i građevine, Lohija (promontorij), Kraljevska palača, Antirodos (otok), Teatar, Posejdij, Emporij, Timonij, Cezarij, Heptastadij. |
| 17     | 10    | Više detalja o Aleksandriji. Više građevina i struktura. Sarapij. Car August poražava Marka Antonija.                                                                       |
| 17     | 11    | Dinastija Ptolomejevića. |
| 17     | 12-13 | Egipat kao Rimska provincija. Rimske legije. Polibijev posjet Aleksandriji.                                                                                                 |
| 17     | 14    | Obalni gradovi od Kirenaike do Aleksandrije. O vinu. |
| 17     | 15    | Papirus, Cyperus i Cyperus papyrus u deltskim močvarama i jezerima. |
| 17     | 16-17 | Cesta do Kanopa. Hram Sarapisa. |
| 17     | 18    | Nilski brežuljci u Delti, Kanopski (Kanop), Bolbitinski (Rosetta), Sebenitski (Buto), Fantnitski (Damietta), Mendezijski (Mendes), Tanitski (Tanis) i Peluzijski (Peluzij). |
| 17     | 19-21 | Unutrašnjost ušća. Protjerivanje stranaca. Poteškoće pri ulasku u Egipat. Gradovi.                                                                                          |
| 17     | 22-53 | ... |

#### Poglavlje 2
| Knjiga | Dio | Opis |
| ------ | --- | ---- |
| 17     | 1-5 | ...  |

#### Poglavlje 3
| Knjiga | Dio  | Opis |
| ------ | ---- | ---- |
| 17     | 1-25 | ...  |

## Publikacije
Otprilike trideset rukopisa Geographice ili njezinih dijelova sačuvalo se do danas, a gotovo su svi srednjovjekovne kopije kopija, iako postoje fragmenti iz papirusnih svitaka koji su vjerojatno kopirani oko 100. – 300. po. Kr. Znanstvenici su se borili stoljeće i po radi stvaranja pouzdanog izdanja koje bi bilo blisko onome koje je Strabon napisao. Konačno izdanje počelo se objavljivati 2002. godine, a svake godine izađe jedan svezak.